# Hincova kotlina
Hincova kotlina (polsky Dolina Hińczowa) je kotlina v severním uzávěru osy Mengusovské doliny pod hlavním hřebenem Vysokých Tater v úseku od Čubriny po Hincovu vežu a mezi hlavní osou Kriváně od Čubriny po Hlinskú věžu a jižním vedlejším hřebenem Hincovej vežičky. 

## Topografie
Dolina hraničí:
- na východě se Žabiou dolinou
- na severovýchodě je dolinami Rybiego Potoku
- na severozápadě jsou doliny systému Koprové doliny : Temnosmrečinská dolina a Hlinská dolina.
- na jihozápadě je Satania dolinka. [1]

## Plesa
- Veľké Hincovo pleso, z něhož vytéká Hincov Potok.
- Malé Hincovo pleso
- Hincove oká [1]

## Název
Hinco tj. Ignác, měl být podle lidového podání pastýř, který zde kdysi pásl ovce. Je možné, že název souvisí s hornictvím, které zde bylo dříve rozšířené. Paracelsus píše ve svém díle "Von heymlichkeiten der Natur" (Strassburg, 1570) o dolujících trpaslících, kterých nazývá Hinzen. Hincové z hornických pověr byli drobní mužíčci, pomáhající havířům při jejich práci. V praktickém hornictví byly hincové báňští formani, kteří ze štol vyváželi rudu. 

## Turistika
– modrá značka prochází celou dolinou. Začíná se na stanici Tatranské elektrické železnice Popradské Pleso, prochází kolem Popradského plesa na Veľké Hincovo Pleso a dále na Vyšné Kôprovské sedlo.